# 환태평양 대학 축구부
환태평양 대학 축구부(일본어: 環太平洋大学体育会サッカー部)는 일본의 오카야마현 오카야마시 히가시구에 위치한 환태평양대학의 축구부이다.

## 역사
학교가 설립된 2007년에 축구부가 같이 만들어 졌으며, 현재는 츄고쿠 대학 축구 리그에 소속되어 있다.